# IC 4326
IC 4326 — галактика типу S? (спіральна галактика) у сузір'ї Гідра.
Цей об'єкт міститься в оригінальній редакції індексного каталогу.